# 미쓰다 하루키
미쓰다 하루키(일본어: 三ッ田 啓希, 1997년 12월 22일~)는 일본의 축구 선수이다.

## 구단 경력
그는 2019년 J1리그의 마쓰모토 야마가 FC에 입단했다. 2021년 J3리그의 FC 기후로 임대 이적했다. 2021년엔 리그 27경기에 출전하여, 4득점을 넣었다. 2022년 마쓰모토 야마가 FC로 복귀했다. 2023년 J3리그의 반라우레 하치노헤에서 활동하였다.